# 1383년

## 연호
- 명(明) 홍무(洪武) 16년
- 북원(北元) 천원(天元) 5년
- 일본(日本) 남조(南朝) 고와(弘和) 3년
- 일본(日本) 북조(北朝) 에이토쿠(永徳) 3년
- 쩐 왕조(陳朝) 쓰엉푸(昌符) 7년

## 기년
- 명(明) 태조 홍무제(太祖 洪武帝) 16년
- 북원(北元) 천원제(天元帝) 5년
- 고려(高麗) 우왕(禑王) 9년
- 쩐 왕조(陳朝) 영덕왕(靈德王) 7년

## 사건
- 해도원수(海道元帥) 정지(鄭地, 1347~1391)가 여수반도 동쪽, 관음포에서 왜구를 무찌르다. (관음포대첩 보관됨 2013-10-17 - 웨이백 머신)